# Atlas Fallen
Atlas Fallen es un videojuego de rol de acción desarrollado por Deck13 Interactive y publicado por Focus Entertainment. El juego se lanzó para PlayStation 5, Windows y Xbox Series el 10 de agosto de 2023. Recibió críticas mixtas de los críticos.

## Gameplay
Atlas Fallen es un videojuego de rol de acción en tercera persona. Al comienzo del juego, los jugadores pueden crear y personalizar su propio avatar de jugador. El personaje del jugador está equipado con un antiguo guantelete que le permite manipular arena y convertirla en armas. Los jugadores pueden usar tres armas diferentes, aunque solo pueden llevar dos a la vez. Atlas Fallen es un juego orientado a la acción; Los jugadores deben esquivar, contrarrestar y bloquear los ataques entrantes, además de cambiar rápidamente entre combate terrestre y aéreo. A medida que los jugadores ataquen a los enemigos, ganarán impulso. En cierto umbral de impulso, el arma que empuña el jugador se transformará y podrá desatar una habilidad o habilidad especial que causa un daño devastador a sus oponentes.
El juego presenta un mundo abierto, con regiones para que los jugadores exploren, y los jugadores pueden conocer diferentes personajes no jugables y completar varias misiones y actividades secundarias. El movimiento es una parte esencial de la exploración y transversalidad del juego. Con el guante, los jugadores pueden deslizarse por el paisaje desértico del juego. El guante permite a los jugadores realizar hazañas como correr en el aire. Los jugadores pueden levantar objetos enterrados, lo que les permitirá descubrir áreas ocultas y abrir nuevos caminos. A medida que los jugadores avanzan en el juego, encontrarán "Fragmentos" y "Piezas de catalizador", que mejoran aún más las capacidades de combate del guante. El juego incluye un modo multijugador cooperativo para dos jugadores.

## Desarrollo
Atlas Fallen está siendo desarrollado por Deck13 Interactive utilizando su motor interno Fledge. Según el director de diseño Jérémy Hartvick, el juego no es un "Soulslike" como los juegos anteriores del estudio, Lords of the Fallen y The Surge. En cambio, su sistema de combate enfatiza la velocidad y la fluidez, y el diseño general del juego se inspiró en juegos como God of War (2018) y la serie Horizon. No obstante, se incorporaron en Atlas Fallen elementos básicos de los juegos The Surge, como un sistema de orientación corporal. El juego ofrece tres modos de dificultad, y el modo difícil está diseñado para jugadores veteranos de juegos Soulslike.
Atlas Fallen fue anunciado por Deck13 y el editor Focus Entertainment en la Gamescom en agosto de 2022. Si bien inicialmente estaba previsto que se lanzara en mayo, el juego se retrasó hasta el 10 de agosto de 2023 para Windows, PlayStation 5 y Xbox Series X y Series S para permitir tiempo de desarrollo adicional para que el equipo pueda pulir aún más el juego e incluir una voz completa en alemán. -en el lanzamiento.  Los jugadores que reserven el juego tendrán acceso al "Ruin Rising Pack", que introduce varios artículos cosméticos y piedras de esencia en el juego.

## Recepción
Atlas Fallen recibió críticas "mixtas o promedio" de los críticos, según el sitio web de recopilación de reseñas Metacritic.